# 王永光 (政治人物)
王永光（1561年—1638年），字有孚，号射斗，北直隸大名府长垣县人，明朝政治人物。

## 生平
万历十六年（1588年）戊子科順天府鄉試舉人，二十年（1592年）壬辰科进士，授中书舍人。万历二十五年（1597年），升任吏部主事，又升文选司署郎中，二十九年七月升通政使司右參議，养病。三十三年九月起原职，添注管事，三十五年七月升右通政，三十六年七月升都察院右佥都御史、巡抚浙江，九月为户科给事中顾士琦所劾，本年准回籍。四十六年七月起升南京大理寺卿。
泰昌元年（1620年）升任工部左侍郎，提督山陵工程，以陵工叙劳，加正二品服俸，加右都御史。天啓二年（1622年）正月以光宗皇陵完工，升本部尚书，仍管侍郎事，二月改户部尚书总督仓场，九月改南京户部尚书，管南京都察院右都御史事，三年十二月引疾乞休。五年正月庆陵工成，加太子太保，三月起復南京兵部尚書，本年改北兵部尚書。天启六年（1626年）正月努尔哈赤发起宁远之战，王永光“集廷臣議戰守”，遂命守将袁崇焕以红夷大炮击败之。是年四月，努尔哈赤又征蒙古喀尔喀，“进略西拉木轮，获其牲畜”，五月，王永光令明将毛文龙进攻鞍山，努尔哈赤再度败退。七月，努尔哈赤患疽身亡。
崇祯元年（1628年），起复为户部尚书，同年任命吏部尚书。崇祯四年（1631年），以吏部尚书退休歸里。崇祯十一年（1638年），去世家中，享年七十七岁。赐葬长垣王氏祖坟，追封光禄大夫柱国少保兼太子太傅。
王永光本人“雅不喜东林”，遂被歸類為魏忠賢之阉党。文震孟就因彈劾王永光“假窃威柄，年例变乱祖制，考选摈斥清才”，被永光斥为“任情牵诋”。
值得注意的是，王永光这名在天启、崇祯年间夹在东林和阉党党争之间的重要人物，虽然清初万斯同撰写《明史稿》、王鸿绪增删《明史稿》时曾欲为王永光设列传，但到了张廷玉主持《明史》最终版本时，却不为王永光设列传，甚至连附在某人列传或阉党都没有。

## 家族
其先山西洪洞人，七世祖王二老占籍長垣县之土山岗。後徙居王音村北油房寨，遂为油房王氏。曾祖王兌。祖父王结。父王仝，别號西泉，贈资政大夫户部尚書。母高氏，贈夫人。兄王永宁，太學生；次兄王永貞。